# Sumerani
Sumerani spadaju u prvu visokorazvijenu civilizaciju nastalu u četvrtom tisućljeću prije Krista na području južne Mezopotamije. Podrijetlo Sumerana nije utvrđeno, ali prevladava mišljenje da su doselili sa sjevera i pomiješali se sa zatečenim stanovništvom.
U drugoj polovici četvrtog tisućljeća pr. Kr. nastali su u Sumeru prvi gradovi-države. Najpoznatiji su bili Uruk, Ur, Kiš, Nipur i Lagaš. Na čelu svakog grada nalazio se vladar zvan ensi (upravljač) ili lugal (veliki čovjek). On je bio vrhovni svećenik koji je u ime zajednice komunicirao s bogovima. Središte grada bio je hramski kompleks s dominirajućom građevinom četverokutnog tlorisa ziguratom na čijem se vrhu nalazio grad posvećen glavnom gradskom božanstvu, a služio je i kao zvjezdarnica. U sumerskim gradovima-državama sve zemaljsko smatrano je vlasništvom bogova. Najviše zemlje pripadalo je vladaru, a zatim hramovima. Ostali stanovnici (seljaci, obrtnici) bili su samo korisnici zemlje. Stanovništvo se u osnovi dijelilo na vladajući sloj, u koji je uz vladara i vjerodostojnike spadalo svećenstvo i činovništvo, te na seljaštvo i obrtnike. Robova je bilo malo i potjecali su iz ratnih pohoda, a pripadali su isključivo vladaru ili hramovima. 
Promatranje zvijezda u Mezopotamiji je imalo veliku važnost jer se na temelju njihova kretanja određivalo vrijeme nastanka poplave. Tako je nastao i prvi kalendar kojeg su izradili sumerski svećenici, a dijelio je godinu na 12 mjeseci.
U Sumeru su bili cijenjeni umjetnost i umjetnički radovi, a osobito su bili vrsni sumerski zlatari, keramičari i staklari. No, glavna je djelatnost u Sumeru, kao i u cijeloj Mezopotamiji, bilo ratarstvo.

## Pismo
Smatra se da su Sumerani prvi počeli koristiti pismo jer su najstariji poznati zapisi nađeni u Sumeru. Prvotno je sumersko pismo bilo piktografsko i ideogramsko i imalo je više od 2000 znakova. Pisalo se zašiljenom trskom na glinenim pločicama. Postupno su se linije znakova oblikovale u manje grupe utisnutih crtica s jednim zadebljanim krajem. Kako takvi znakovi nalikuju na klin, pismo je nazvano klinastim pismom.

## Mit o stvaranju svijeta
Prema znanstvnoj rekonstrukciji mita, sumerski svećenici smatrali su da su iz prvobitnog mora, čiji je gospodar bila božica Namu, nastali Nebo i Zemlja u obliku velike planine. Namu je stvorila boga Ana, gospodara Neba, i Ki, gospodaricu Zemlje. Njihov je sin bio Enlil, bog zraka koji je razdvojio Nebo od Zemlje. Zemlja je bila zamišljena kao ploča koja pliva na vodi, a Nebo kao čvrsti svod. Kako je sve bilo u potpunom mraku, Enlil je stvorio mjesec, zvijezde i sunce, te boga Nanua, koji je stvorio Utua, boga sunca. Enlil i njegova majka Ki stvorili su uz pomoć Enkija, boga slatke vode[nedostaje izvor] biljni i životinjski svijet na zemlji. Čovjek je smatran djelom više božanstava. Trijadu vrhovnih bogova činili su bogovi An, Enlil i Enki.

## Poveznice
- Sumer
- umjetnost drevne Mezopotamije
- mezopotamska mitologija